# ند بروملی
ند بروملی (انگلیسی: Ned Bromley؛ 1869 – ۱ آوریل ۱۹۴۲ (aged 72)) بازیکن فوتبال اهل بریتانیا بود.
از باشگاه‌هایی که در آن بازی کرده‌است می‌توان به باشگاه فوتبال ساوت‌همپتون اشاره کرد.